# Roberto Cenni
Roberto Cenni (Prato, 14 settembre 1952) è un imprenditore e politico italiano.

## Biografia
È stato un imprenditore tessile e dell'abbigliamento, presidente di Go-Fin S.p.a., una holding operante nell'industria tessile, di cui fanno parte Gommatex Jersey, Poliuretani, Sirpa, Trt, Eurotintoria, e nell'abbigliamento la Sasch S.p.A.. Dal 1986 al 1988 ricopre la carica di vicepresidente dell'Unione Industriale Pratese. Dal 1988 al 1990 partecipa come membro del Comitato di reggenza dell'Unione Industriale Pratese.
Dal 1991 al 1994 diviene vicepresidente del Consiglio economico di Federtessile. Nello stesso arco di tempo è anche Presidente dei Comitati Fiere e Promozione di Federtessile, nonché Vicepresidente del Comitato Fiere e Industria di Confindustria. Dal 1992 al 1996 assume nuovamente la vicepresidenza dell'Unione Industriale Pratese. Dal 1993 è Presidente della Fondazione Cassa di Risparmio di Prato, e successivamente, nel 2005, viene rieletto dal Consiglio di amministrazione della Fondazione stessa.
Il 22 giugno 2009 viene eletto sindaco del Comune di Prato, come esponente civico e sostenuto da Popolo della Libertà, Lega Nord, Unione di Centro, La Destra e diverse liste civiche. Ricandidato per le amministrative del 2014, al primo turno ottiene soltanto il 28,71% delle preferenze venendo sconfitto dallo sfidante del centro-sinistra Matteo Biffoni, che ottiene il 58,18%.

## Procedimenti giudiziari
Il 22 dicembre 2011 al sindaco Cenni e ad alcuni suoi soci e collaboratori è stato notificato un avviso di garanzia per il reato ipotizzato di bancarotta fraudolenta in relazione al fallimento di Sasch, di cui era socio.